# Grapevine
(Motto della città)
Grapevine è una city degli Stati Uniti d'America, situata nel nord-est della Contea di Tarrant in Texas, facente parte dell'area metropolitana Dallas-Fort Worth. Il suo nome deriva dai vigneti autoctoni presenti nell'area. Grapevine si trova vicino al Grapevine Lake, un grande bacino posto sotto sequestro dall'Army Corps of Engineers nel 1952, che funge da fonte di acqua e da area ricreativa, e all'aeroporto Internazionale di Dallas/Fort Worth. Nel 2007, il sito CNNmoney.com ha classificato Grapevine come uno dei "posti migliori dove vivere in America".

## Storia
Nell'ottobre 1843, il generale Sam Houston e i suoi compagni commissari della Repubblica del Texas si accamparono a Tah-Wah-Karro Creek, conosciuta anche come Grape Vine Springs, per incontrare i capi di dieci nazioni indiane. L'incontro culminò con la firma di un trattato di "pace, amicizia, e commercio", che aprì l'area ai coloni. L'insediamento che sorse fu chiamato Grape Vine grazie alla sua posizione nella Grape Vine Prairie, vicino a Grape Vine Springs, nomi scelti come omaggio alle uve selvatiche che crescevano nella zona.
Il primo insediamento registrato risale alla fine del 1840 e l'inizio del 1850. Il generale Richard Montgomery Gano (1830–1913) possedeva alcune proprietà vicino a Grape Vine e aiutò a organizzare la comunità per fronteggiare le scorrerie dei Comanche, guidando le sue squadre di volontari nei combattimenti della guerra di secessione americana. La crescita durante il diciannovesimo secolo fu lenta ma costante; entro il 1890 approssimativamente 800 residenti chiamavano Grape Vine "casa", la città era fornita di servizi come un giornale quotidiano, una scuola pubblica, alcune sgranatrici di cotone, un ufficio postale e la ferrovia.
Il 12 gennaio 1914, l'ufficio postale alterò il nome della città unendolo in un'unica parola, "Grapevine". La domenica di Pasqua, il 1º aprile 1934, Henry Methvin, un socio di Bonnie Parker e Clyde Barrow, uccise due poliziotti, E.B. Wheeler and H.D. Murphy, durante un alterco vicino Grapevine. Un indicatore storico rimane all'intersezione tra Dove Road e State Highway 114. Punti di interesse storico nelle vicinanze includono alcune baracche sul Grapevine Lake precedentemente di proprietà di Jack Ruby, l'uomo condannato per l'omicidio dell'assassino presidenziale Lee Harvey Oswald.
La popolazione di Grapevine crollò nel periodo tra le due guerre mondiali a causa della crisi economica. Gli abitanti crebbero in numero e i benefici economici ripresero nei decenni immediatamente successivi alla seconda guerra mondiale, grazie alla spinta creata dall'apertura dell'aeroporto internazionale di Dallas-Fort Worth nel 1974. Nella prima metà del ventesimo secolo, Grapevine dipese pesantemente dalla produzione agricola, ma si trasformò velocemente in un centro di commercio grazie alla vicinanza con l'entrata settentrionale dell'aeroporto.

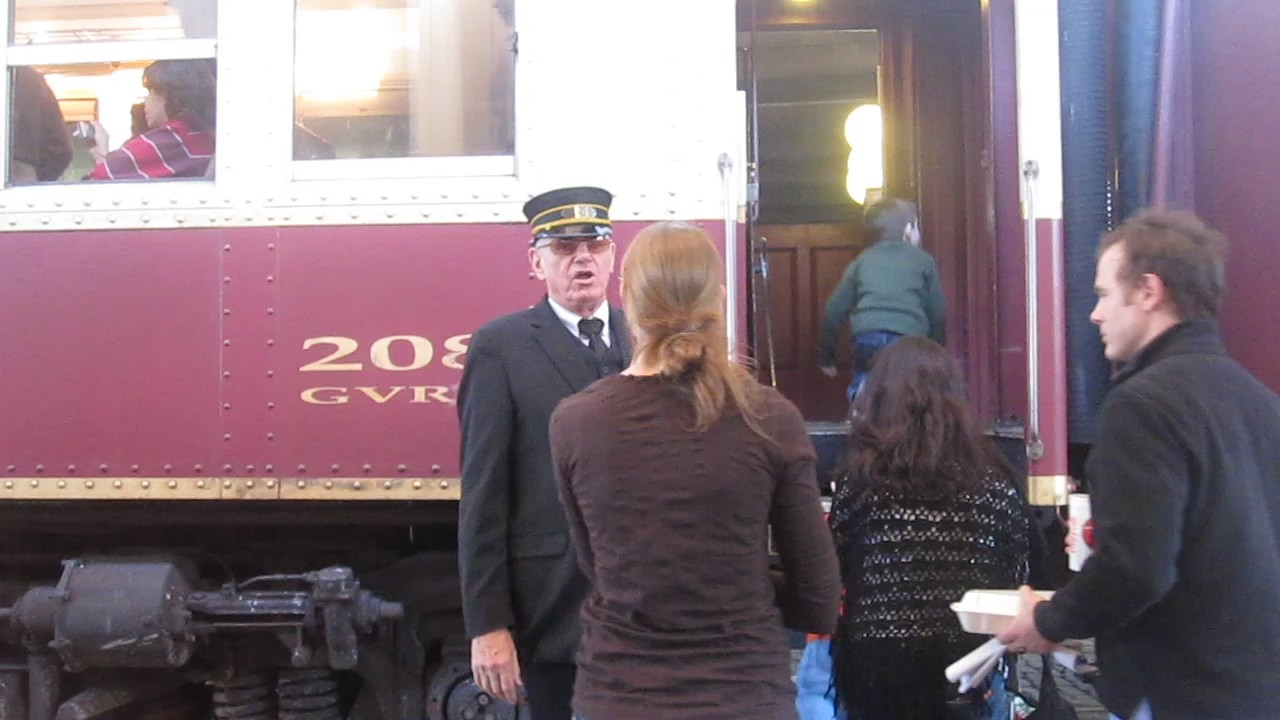
Il capotreno assiste alcuni passeggeri mentre il Grapevine Vintage Railroad sosta al Fort Worth Stockyards.

## Geografia fisica
Grapevine si trova a 32°56′06″N 97°05′09″W (32.935025, -97.085784).
Come da United States Census Bureau, la città ha un'area totale di 92,9 km²: 83,6 km² sono costituiti da terra, mentre i restanti 9,3 km² (9.98%) da acqua.

## Società

### Evoluzione demografica
Secondo i dati del censimento, nel 2000 a Grapevine c'erano 42.059 persone, 15.712 unità familiari e 11.312 famiglie residenti in città. La densità degli abitanti era di 503,1 persone/km², mentre quella delle unità abitative (16.486 in totale) era di 197,2 per km². La composizione razziale era per l'88,16% bianca, per il 2,38% afro-americana, per lo 0,55% nativa americana, per il 2,56% asiatica, per lo 0,07% isolana del Pacifico, per il 4,58% apparteneva ad un'altra razza e per l'1,69% a due o più razze. Ispanici e latini costituivano l'11,56% della popolazione.
Delle 15.712 unità familiari, il 42,1% di esse avevano figli con meno di 18 anni, il 58,9% erano coppie sposate conviventi, il 9,4% erano composte da una donna senza marito e il 28% non erano famiglie. Il 22,2% delle unità familiari era composto da un singolo individuo, il 3,7% era costituito da una sola persona con più di 65 anni. La dimensione media delle unità familiari era di 2,66, mentre quella delle famiglie 3,14.
Nella città, il 29.2% rappresentava i minori di 18 anni, il 7,5% tra 18 e 24, il 36,6% tra 25 e 44, il 21,9% tra 45 e 64 e il 4,8% da 65 anni in su. L'età media era 34 anni. Per ogni 100 donne c'era 100,5 uomini; per ogni 100 donne dai 18 anni in su, 99,4 uomini.
Secondo la stima del 2007, il reddito medio per unità familiare era $75.995, mentre per famiglia era $89,632. Gli uomini percepivano un reddito medio di $53.786 contro i $38.844 delle donne. Il reddito pro capite della città era $31.549. Circa il 3,1% delle famiglie e il 4,8% della popolazione non superavano la soglia di povertà, includendo il 4,7% di coloro che avevano meno di 18 anni e il 7,2% degli ultra-sessantacinquenni.

## Crimine
La mattina di Natale del 2011, AOL News (The Huffington Post Crime e Associated Press comunicano che, dopo una telefonata al 911, sette persone (quattro donne e tre uomini, tra i 18 e i 60 anni), presumibilmente i padroni di casa e i loro ospiti, sono state trovate assassinate in un complesso nei sobborghi di Grapevine. Uno di essi, un uomo vestito da Babbo Natale, è stato identificato come l'assassino. Secondo il portavoce della polizia, Robert Eberling, si tratta del peggior crimine di questo tipo accaduto nella zona di Grapevine e il primo omicidio dal giugno 2010.

## Economia

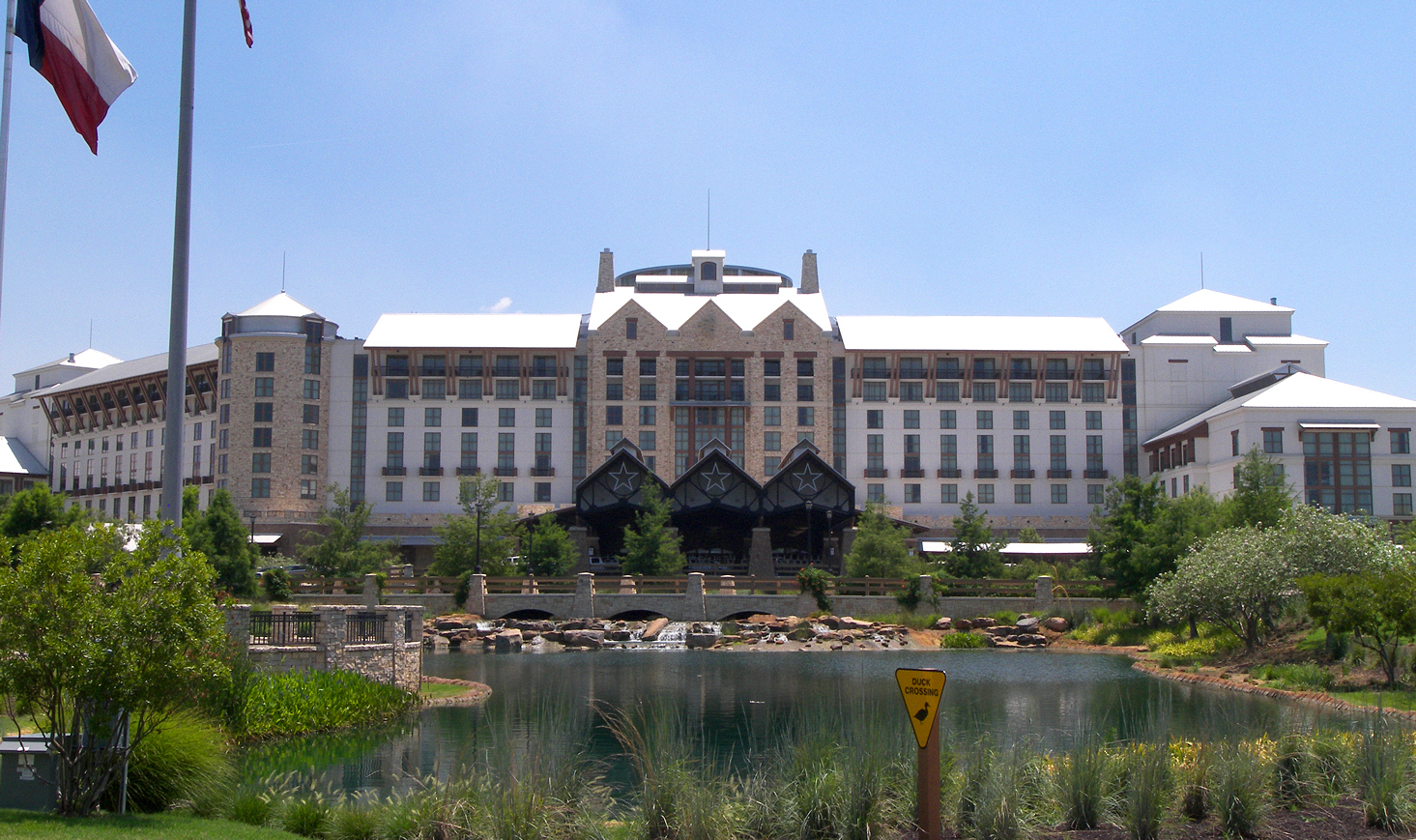
Gaylord Texan Resort.

L'economia di Grapevine è largamente centrata sul turismo. Principalmente, i viaggiatori in arrivo a ed in partenza dall'aeroporto Internazionale di Dallas/Fort Worth rappresentano la maggioranza dei turisti della città, e beneficiano dei numerosi alberghi. Main Street, nella quale si trovano il municipio, il Grapevine Convention and Visitor's Bureau, la biblioteca pubblica e il centro ricreativo, nel centro storico di Grapevine, attrae molte persone.
La Grapevine Vintage Railroad segue un itinerario panoramico tra Grapevine e Fort Worth Stockyards, partendo dalla stazione in South Main Street. La città è anche sede di numerose case vinicole e sale di degustazione, nonché della Texas Wine and Grape Growers Association.
In accordo con il "Comprehensive Annual Financial Report" del 2009, i datori di lavoro principali sono:
| #  | Datore di lavoro                                  | # di impiegati |
| -- | ------------------------------------------------- | -------------- |
| 1  | Aeroporto Internazionale di Dallas/Fort Worth     | 16.200         |
| 2  | Gaylord Texan Resort Hotel & Convention Center    | 1.800          |
| 3  | Grapevine-Colleyville Independent School District | 1.600          |
| 4  | United Parcel Service                             | 1.200          |
| 5  | Baylor University Medical Center di Dallas        | 1.000          |
| 6  | GameStop                                          | 600            |
| 7  | Città di Grapevine                                | 600            |
| 8  | DFW Hilton Hotel                                  | 400            |
| 9  | Canadian Aviation Electronics                     | 300            |
| 10 | M&F Worldwide Corp.                               | 200            |

GameStop, un rivenditore nazionale di elettronica, ha la propria sede centrale a Grapevine.
Storicamente, Grapevine è stata il quartier generale di molte compagnie aeree ora scomparse. Nel 1978, Braniff Place, la sede mondiale della Braniff International Airways, fu costruita in quella che sarebbe poi diventata Grapevine, sul terreno dove sorge l'Aeroporto Internazionale di Dallas/Fort Worth. Dopo il fallimento di Braniff nel 1982, la struttura fu chiamata Verizon Place. Negli anni novanta, Metro Airlines mantenne i propri uffici principali a Grapevine, come fece un tempo Kitty Hawk Aircargo.

## Infrastrutture e trasporti

### Autostrade
Due autostrade attraversano la città: le State Highways 114 e 121 che dividono Grapevine a sud e leggermente a ovest rispetto al centro, prima di girare a sud, percorrendo il lato occidentale dell'aeroporto. Le autostrade incrociano vicino a Mustang Drive e William D. Tate Avenue e proseguono insieme a meridione prima di incontrare la SH-183 a Bedford.

### Aeroporti
L'Aeroporto Internazionale di Dallas/Fort Worth è il principale fornitore di servizi aerei da Grapevine verso il resto della regione, del paese e per l'estero. DFW è il fulcro principale delle American Airlines, anche se altre compagnie aeree sono presenti. Anche l'aeroporto di Dallas Love Field a Dallas è relativamente vicino alla città.

### Ferrovie
La Grapevine Vintage Railroad fornisce servizi da e verso Fort Worth lungo la precedente Cotton Belt Railroad. È riservata principalmente ai turisti, a causa della sua lentezza. Tuttavia, ci si aspetta che l'impegno della città con la Fort Worth Transportation Authority e l'approvazione di una tassa di mezzo cent servano a pagare i dividendi, attraverso l'introduzione di un servizio di TEX Rail verso la parte nord-est della contea di Tarrant entro il 2015. Nuove stazioni ferroviarie nel centro della città e a nord dell'aeroporto sono incluse nel piano, in collegamento con la Dallas Area Rapid Transit, per fornire servizi pubblici di trasporto alla parte orientale del metroplex.
I collegamenti alla rete ferroviaria più vicini sono la "Farmer's Branch DART Rail station" e la "Hurst station" per la Trinity Rail Express. Il servizio di Amtrak è disponibile sia nel centro di Dallas che a Fort Worth.

### Bus
Il Convention and Visitor's Bureau opera il servizio di Grapevine Visitor's Shuttle tra i punti di maggior interesse della città.

### Biciclette
Le maggiori infrastrutture di Grapevine ruotano intorno alle automobili, ma si possono trovare anche servizi per le biciclette. Un percorso ciclabile corre lungo Dove Road, iniziando all'intersezione tra Dove e North Main Street, collegando Grapevine e Southlake. In aggiunta, la linea ferroviaria Cotton Belt corre parallela alla State Highway 26, dai limiti della città di Colleyville al centro di Grapevine. Altri percorsi ciclabili possono essere trovati
nei parchi cittadini, soprattutto da Parr Park a Bear Creek Park. Un sentiero panoramico sterrato comincia a Rockledge Park sul lato settentrionale del Grapevine Lake e continua a Flower Mound lungo la riva.

## Governo

### Governo locale
La struttura di gestione e coordinazione dei servizi della città è:
| Reparto                                             | Amministratore                        |
| --------------------------------------------------- | ------------------------------------- |
| Responsabile della città                            | Bruno Rumbelow                        |
| Assistenti del responsabile della città             | Jennifer Hibbs e Harold (Tommy) Hardy |
| Direttore servizi amministrativi                    | John F. McGrane                       |
| Giudice della Corte Municipale                      | David Florence                        |
| Amministratore parchi e tempo libero                | Douglas M. Evans                      |
| Amministratore lavori pubblici                      | Matthew A. Singleton                  |
| Capo della polizia                                  | Edward Salame                         |
| Capo dei vigili del fuoco                           | Steve Bass                            |
| Segretario della città                              | Linda Huff                            |
| Amministratore servizi allo sviluppo                | Scott Williams                        |
| Amministratore del personale                        | Carolyn Van Duzee                     |
| Direttore del golf                                  | James M. Smith                        |
| Direttore esecutivo, Convention and Visitors Bureau | P. W. McCallum                        |
| Direttore della biblioteca                          | Janis Roberson                        |

### Educazione

#### Distretti scolastici
La maggior parte di Grapevine è servita dal Grapevine-Colleyville Independent School District; una porzione consistente, tuttavia, soprattutto nella zona nord-occidentale della città, è servita dal Carroll Independent School District, mentre una minima parte dal Lewisville Independent School District e dal Coppell Independent School District.

#### Scuole
Gli istituti superiori pubblici sono due: la "Grapevine High School", classificata da Newsweek come la 41ª scuola superiore migliore del Paese nel 2007, e la "Colleyville Heritage High School", che serve una larga fetta di Grapevine.
L'unica scuola privata della città è la "Faith Christian School".

### Governo statale
Grapevine è rappresentata nel Senato del Texas dalla Repubblicana Jane Nelson, distretto 12, e nella Camera dei Rappresentanti del Texas dalla Repubblicana Vicki Truitt, distretto 98.

### Governo federale
A livello federale, i due Senatori degli Stati Uniti d'America che rappresentano il Texas sono i Repubblicani John Cornyn e Kay Bailey Hutchison; Grapevine fa parte del Texas' 24th Congressional District, rappresentato dal Repubblicano Kenny Marchant.

## Media
- Grapevine è menzionata nello speciale di National Geographic Channel, "The Real Bonnie and Clyde", dove viene anche mostrata la targa apposta dove Bonnie, Clyde e Henry Methvin spararono a due poliziotti[26]
- Un episodio della serie Snapped e alcune scene del film Tender Mercies - Un tenero ringraziamento sono ambientate a Grapevine
- Il film Miracle Dogs Too è stato filmato a Grapevine nel 2006

## Amministrazione

### Gemellaggi
- Parras de la Fuente, Coahuila, dal 1996[27]
- Krems an der Donau, Bassa Austria, dal 1999[27][28]
- Livingston, Lothian Occidentale, Scozia, dal 2008[27]

## Galleria d'immagini

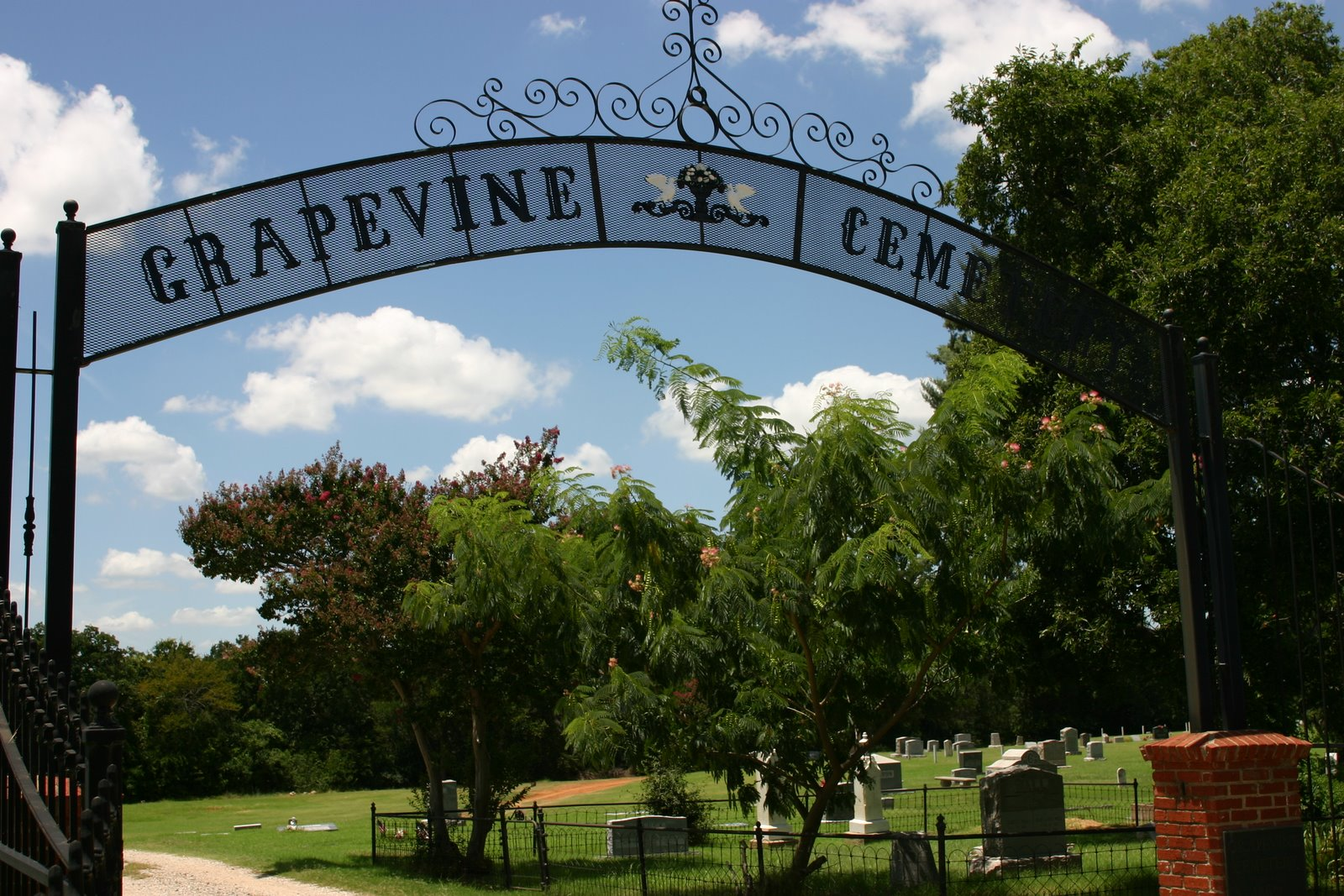
L'entrata del cimitero
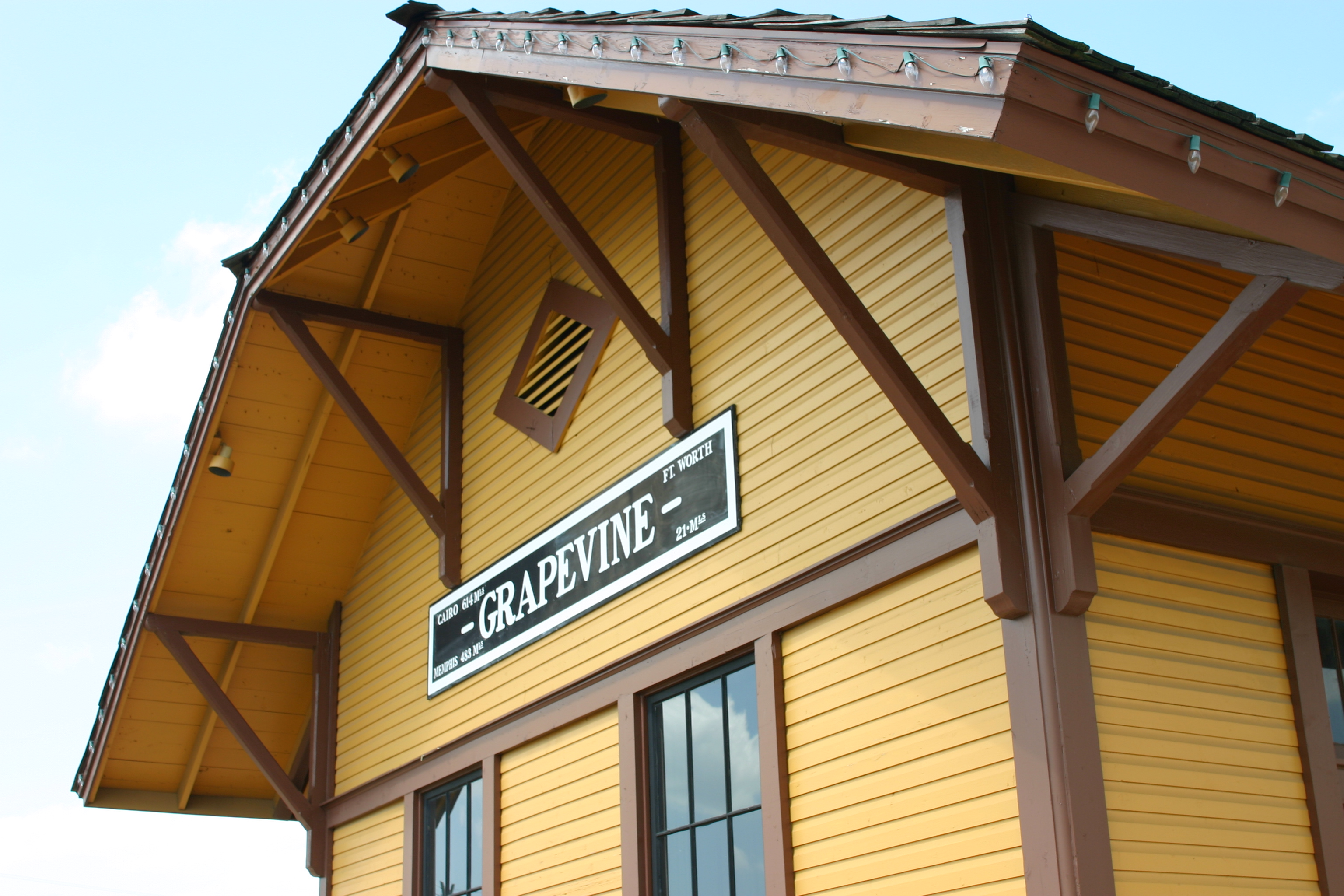
La stazione del treno su Main Street
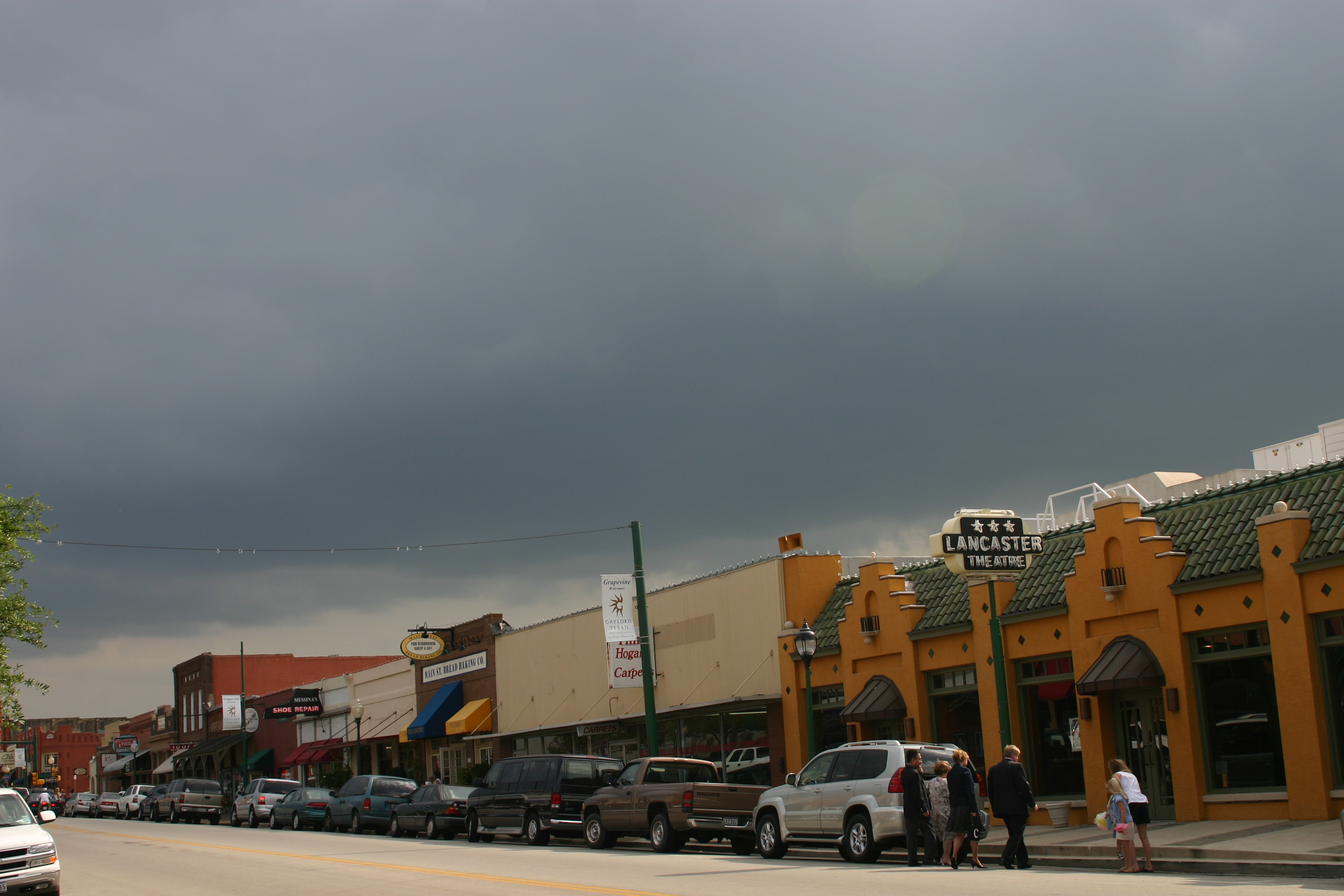
Main Street
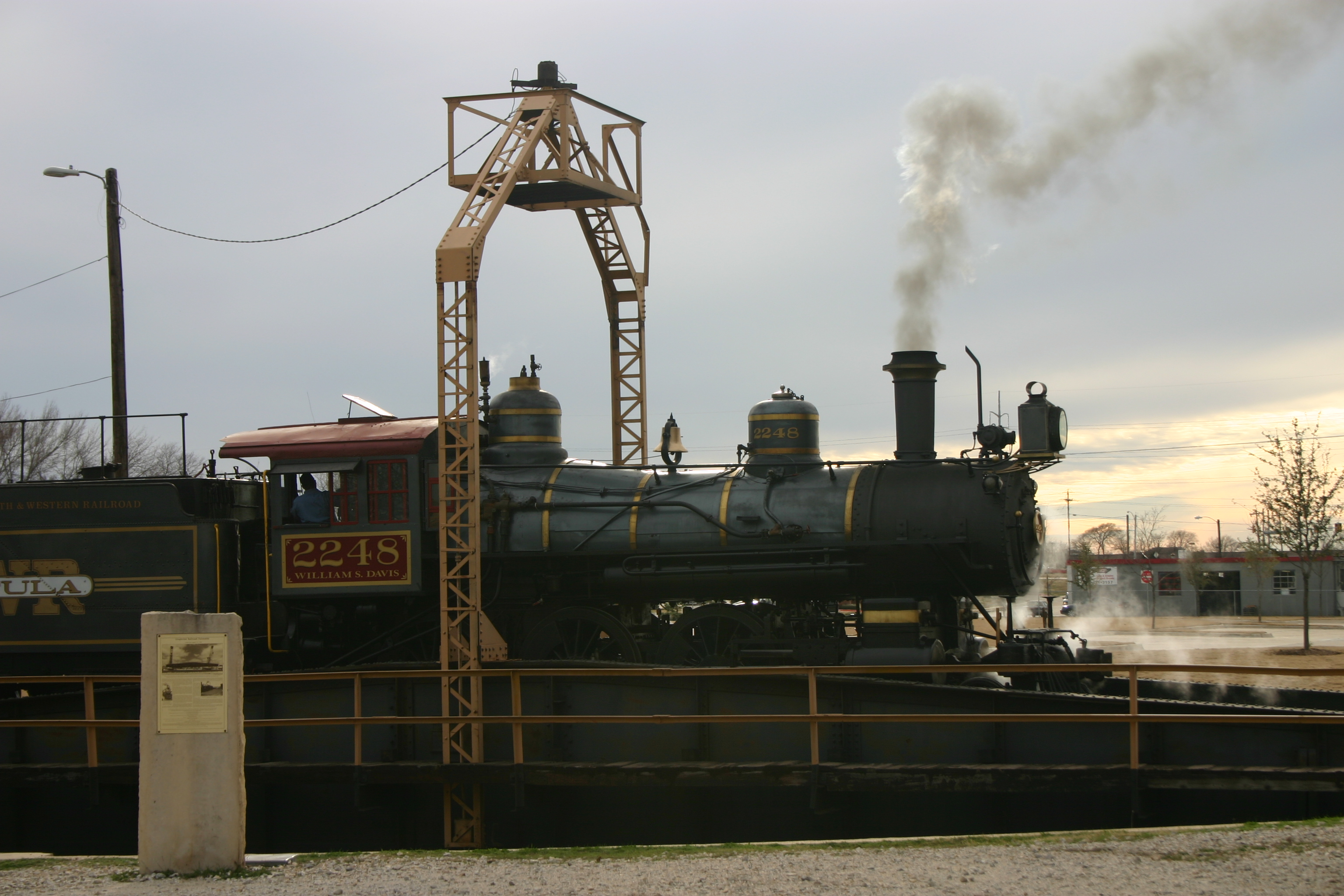
Il Tarantula Train
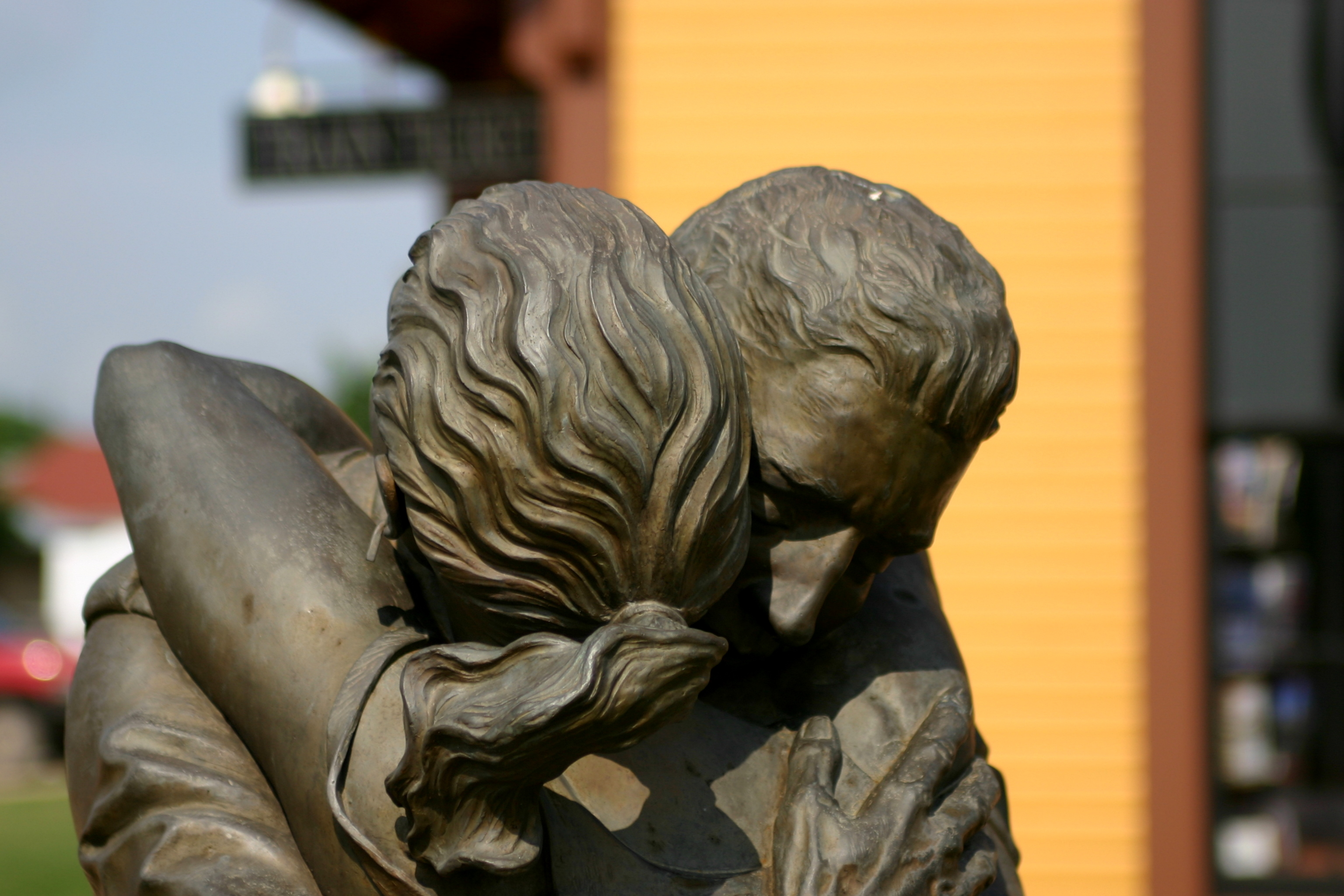
Statua di fronte alla stazione del treno